# Jarosław Zacharewycz
Jarosław Ołehowycz Zacharewycz, ukr. Ярослав Олегович Захаревич (ur. 24 września 1989 w Kijowie) – ukraiński piłkarz, grający na pozycji pomocnika.

## Kariera piłkarska

### Kariera klubowa
Wychowanek klubów Dynamo Kijów, Widradny Kijów, Łokomotyw Kijów i Arsenał Kijów, barwy których bronił w juniorskich mistrzostwach Ukrainy (DJuFL). Karierę piłkarską rozpoczął 28 czerwca 2006 w drużynie rezerw Arsenału, a 6 października 2007 debiutował w podstawowym składzie kijowskiego klubu. Latem 2009 do końca roku został wypożyczony do Nywy Tarnopol. 28 października 2011 przeszedł do Krywbasa Krzywy Róg. Podczas przerwy zimowej sezonu 2011/12 przeniósł się do Obołoni Kijów. Na początku 2013 dołączył do klubu Sławutycz Czerkasy, który potem zmienił nazwę na Czerkaśkyj Dnipro. 19 czerwca 2015 ponownie został piłkarzem Nywy Tarnopol, w którym grał do października 2015. W kwietniu 2016 jako wolny agent zasilił skład klubu Arsenał-Kyjiwszczyna Biała Cerkiew. 7 lipca 2016 został piłkarzem klubu Obołoń-Browar Kijów. Na początku 2017 przeszedł do PFK Sumy. 17 sierpnia 2017 wrócił do klubu Czerkaśkyj Dnipro Czerkasy. 17 sierpnia zasilił skład Polissia Żytomierz. 21 sierpnia 2019 podpisał kontrakt z Bałkany Zoria.

### Kariera reprezentacyjna
W 2009 występował w młodzieżowej reprezentacji Ukrainy.

## Sukcesy i odznaczenia

### Sukcesy klubowe
Czerkaśkyj Dnipro Czerkasy
- mistrz Ukraińskiej Drugiej Lihi: 2015